# Shota Tamura
Shota Tamura (田村 翔太 Tamura Shota?), född 4 februari 1995 i Aichi prefektur, är en japansk fotbollsspelare.
Tamura började sin karriär 2013 i Shonan Bellmare. 2014 blev han utlånad till Fukushima United FC. Han gick tillbaka till Shonan Bellmare 2016. 2017 flyttade han till Fukushima United FC. Efter Fukushima United FC spelade han för Roasso Kumamoto.